# Reichweite (Transportwesen)

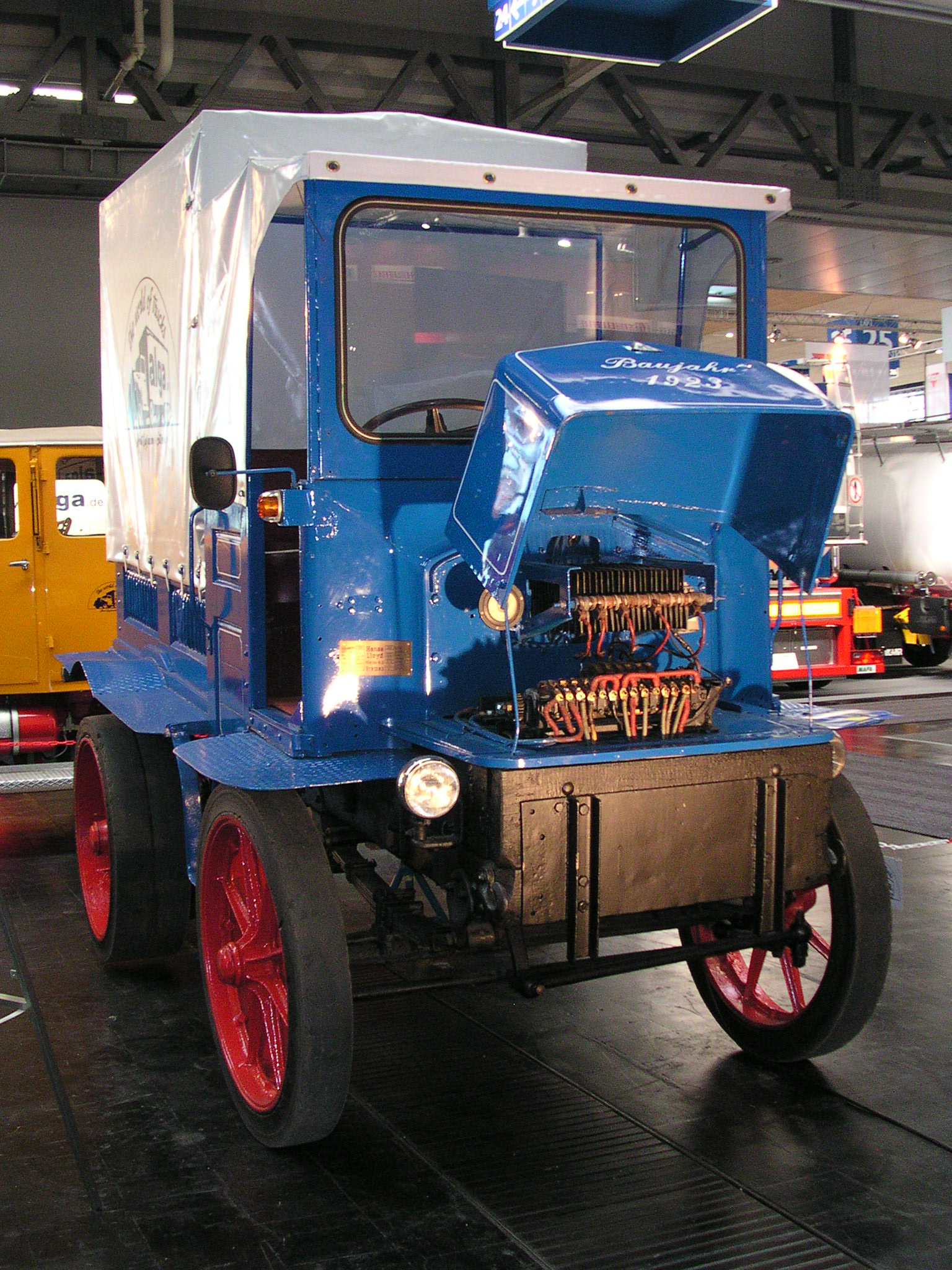
Ein Elektrofahrzeug aus dem Jahr 1923, Aktionsradius 35 km

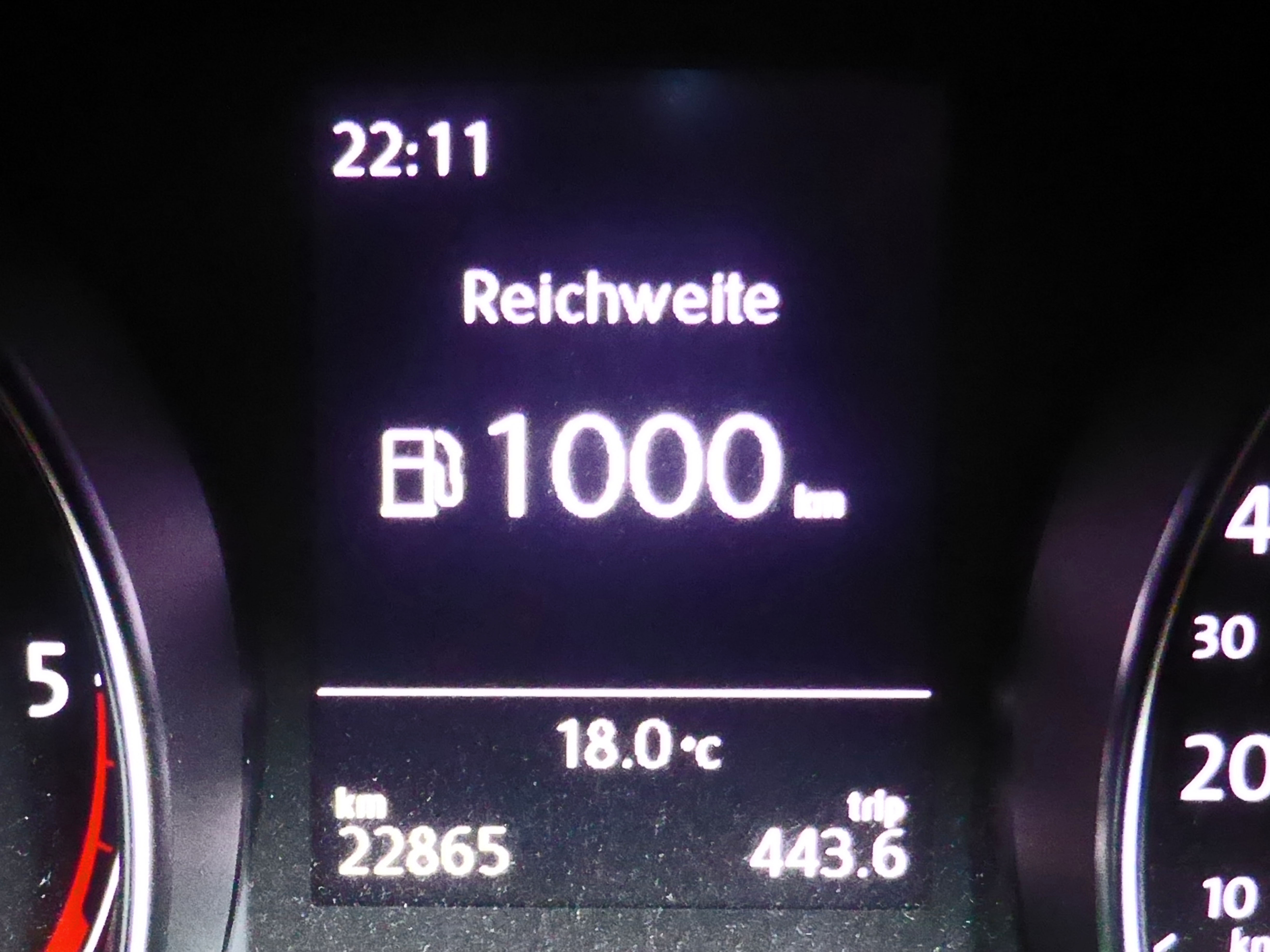
Reichweitenanzeige eines modernen Diesel-Pkws

Als Reichweite wird im Transportwesen die maximale Wegstrecke bezeichnet, die ein Transport- oder Verkehrsmittel mit vorhandener Antriebsenergie ohne Betriebsunterbrechung für eine Ortsveränderung zurücklegen kann.

## Allgemeines
Die Reichweite als technisches Datum spielt in der Logistik, Technik, aber auch bei der Zentralität eine Rolle. Entscheidend ist, dass bei Transport- oder Verkehrsmitteln die im Fahrzeug vorhandenen Kraftstoffreserven (Straßenfahrzeuge: Kraftstofftank oder Antriebsbatterien; Luftfahrzeuge, Schienenfahrzeuge, Wasserfahrzeuge: Kraftstofftank) den die Reichweite limitierenden Faktor darstellen.
In einigen Fällen kann die Reichweite durch andere Faktoren limitiert sein. So musste bei den ersten Automobilen mit Verbrennungsmotor der Wasservorrat eher aufgefüllt werden als der Kraftstoff, weil zur Verdampfungskühlung des Motors sehr viel Wasser benötigt wurde. Auch oberleitungs- oder stromschienengebundene Elektrofahrzeuge werden in ihrer Reichweite nicht durch die Verfügbarkeit von Kraftstoff, sondern durch andere Dinge wie erforderliche Wartungsintervalle begrenzt.

## Kategorien
Über die Reichweite definieren sich folgende Kategorien:
- Straßenverkehr und Schienenverkehr:
  - Nahverkehr: Wegstrecke maximal 50 km, Fahrzeit: maximal 1 Stunde (ÖPNV, Regionalbahn, Regionalbusverkehr; der gesetzlich abgeschaffte Güternahverkehr),
  - Fernverkehr: Wegstrecke über 50 km und Fahrzeit über 1 Stunde (Fernschnellzug, Fernbusverkehr; Güterfernverkehr).
- Luftverkehr: nach der Methode der Großkreisentfernung[2]:
  - Kurzstrecke: Flugstrecke bis 1500 km und Flugzeit bis 1,5 Stunden,
  - Mittelstrecke: Flugstrecke bis 3500 km und Flugzeit bis 3,5 Stunden,
  - Langstrecke: Flugstrecke über 3500 km und Flugzeit über 3,5 Stunden.
- Der Wasserverkehr (Binnen- und erst recht Seeschifffahrt) ist meist im Fernverkehr unterwegs, Ausnahmen sind Tagesausflüge mit Ausflugsdampfern und Fähren.[3]

Die technischen Reichweiten der Transport- und Verkehrsmittel sind meist wesentlich größer als die geplanten Destinationen. Ansonsten ist eine Betankung erforderlich, die im Flugverkehr bei einem Stopover oder einer Zwischenlandung vorgenommen wird. Militärflugzeuge können häufig in der Luft betankt werden, um beispielsweise interkontinentale Überführungsflüge durchführen zu können. Auch durch Zusatztanks an den Außenlaststationen oder Conformal Fuel Tanks kann durch die Erhöhung der Treibstoffkapazität die Reichweite gesteigert werden.

## Messung
Bei der Messung der Reichweite sind einige physikalische Größen zu berücksichtigen: Messgrößen sind Entfernung der Wegstrecke, Energieverbrauch Liter/100 km oder kWh/100 km, Fahrgeschwindigkeit oder Fluggeschwindigkeit, Transportgewicht, Fahrwiderstand (Beschleunigungswiderstand, Luftwiderstand, Rollwiderstand, Steigungswiderstand), Flugwiderstand (Strömungswiderstand) oder Wasserverdrängung. Häufig gibt es spezielle Flugzeugvarianten für große Reichweiten, die mit verlängerten Tragflächen ausgerüstet sind, die dadurch eine bessere aerodynamische Güte aufweisen (zum Beispiel Boeing 777).
Auch das Fahrverhalten (beispielsweise verbraucht die Klimaanlage meist 30 % der Energie; hohe Fahrgeschwindigkeit) und Kälte (bei Elektroautos) wirken sich auf die Reichweite aus.
Zur Berechnung der Reichweite von Motorflugzeugen dient die Breguet’sche Reichweitenformel.
Die Reichweite wird bei Kraftfahrzeugen, Flugzeugen und Schiffen durch die Kraftstoffanzeige visualisiert.

## Aktionsradius
Im Militärwesen wird beispielsweise bei Kriegsschiffen und Militärflugzeugen statt der Reichweite zumeist der so genannte Aktionsradius, manchmal auch Einsatzradius,  als Kennzahl angegeben. Dieser ist die Hälfte der Reichweite – also die maximale Distanz, die ein Fahrzeug zurücklegen kann, wenn es danach, ohne zwischendurch neu zu bunkern oder zu tanken, wieder zum Ausgangspunkt zurückkehren soll. Bereits eine Veröffentlichung aus 1898 definierte den Aktionsradius als „diejenige Entfernung, welche ein Kriegsschiff unter Dampf zurücklegen kann, ohne Kohlen zu ergänzen“. Bei Segelschiffen bezieht sich die Reichweite auf die Fahrt unter Motor.

## Elektromobilität
Die Einführung von Elektroautos und Brennstoffzellenfahrzeugen hat eine Diskussion über deren geringe Reichweite im Vergleich zum Benziner ausgelöst, wodurch weiterhin Langstreckenfahrten nicht möglich sind. Je nach Modell liegt bei Elektroautos die Reichweite mit Vollladung (108 kWh-Kapazität) zwischen 200 km und über 600 km, während Benziner bei entsprechend geringem Kraftstoffverbrauch und großem Tankvolumen Reichweiten von 1200 km aufweisen können – in der Regel liegt sie jedoch erheblich niedriger. Die tendenziell geringere Reichweite der Elektroautos erfordert rechnerisch mehr Ladestationen als Tankstellen, auch weil die Ladezeiten derzeit noch wesentlich länger sind als der Zeitbedarf zur Betankung mit Kraftstoff. Dabei ist jedoch zu berücksichtigen, dass Elektroautos auch beispielsweise unbeaufsichtigt nachts geladen werden können, was bei der Betankung von Verbrennern nicht möglich ist.
Diese Einschränkungen gelten nicht für elektrisch getriebene Fahrzeuge wie Straßenbahnen, Oberleitungsbusse oder elektrische Eisenbahnen, da sie ihre Antriebsenergie permanent aus den Oberleitungen beziehen können, aber deshalb genaue Routen einhalten müssen. Ihre (sehr große) Reichweite wird dann durch andere limitierende Faktoren wie erforderliche Wartungsarbeiten bestimmt. Dies gilt auch für Solarfahrzeuge, deren Reichweite außerdem durch Dunkelflauten beschränkt sein kann.

## Wirtschaftliche Aspekte
Besonders im Personen- und Gütertransport spielt die Reichweite eine große Rolle, weil Fahrpläne oder Lieferzeiten pünktlich eingehalten werden müssen. Je größer die zurückgelegte Entfernung und je höher die Nutzlast oder Sitzauslastung ist, umso höher wird die Wahrscheinlichkeit von Verspätungen. Dies ergibt sich aus einer Nutzlast-Reichweitenkurve. Weitere Einflussgrößen auf die Reichweite sind – je nach Verkehrsträger – der Ausbauzustand der Straßen, die Flughöhe, der Wasserstand (Hochwasser, Niedrigwasser) oder die Witterung. Auf bestimmten Flugstrecken kann der Jetstream ausgenutzt werden; das Flugzeug legt dann bei gleicher Fluggeschwindigkeit (zur Umgebungsluft) eine größere Strecke über Grund zurück. Darüber hinaus spielt die Entwicklung effizienterer Triebwerke eine große Rolle bei der Reichweitensteigerung.
Das Transportwesen muss sich in die vorhandene Verkehrsinfrastruktur einordnen (Straßennetz, Schienennetz, Wasserstraßennetz und Luftstraßennetz), die zu Netzstörungen (hohe Netzdichte und Netzlast: Stau (Wasserstraßen), Verkehrsstau, Slots/Holdings) führen kann und damit die Reichweite verringert.
Generell lässt sich im Luftverkehr ein Zusammenhang zwischen Kapazität und Reichweite herstellen. Regionalflugzeuge mit einer Reichweite bis 1500 km verfügen meist über maximal 100 Sitzplätze, das Langstreckenflugzeug Airbus A 380 besitzt mehr als 500 Sitzplätze bei einer Reichweite bis zu 15.000 km.
Die Obergrenze der Reichweite wird durch die Bereitschaft der Verbraucher bestimmt, Güter oder Dienstleistungen an einem bestimmten Ort zu erwerben. Die Reichweite eines Gutes bestimmt dabei seine Zentralität; je größer die Reichweite, desto zentraler ist ein Gut. Das Güterangebot richtet sich nach der unteren Grenze der Reichweite (also dem Angebotsminimum). Güter des täglichen Bedarfs besitzen demnach eine geringe Zentralität (Einzelhandelszentralität) und damit eine geringe Reichweite, Güter des mittel- und langfristigen Bedarfs weisen eine hohe Zentralität und Reichweite auf.